# Польский военный контингент в Ираке
Польский военный контингент в Ираке (пол. Polski Kontyngent Wojskowy w Iraku) — подразделение вооружённых сил Польши, созданное в 2002—2003 годы, которое участвовало во вторжении в Ирак весной 2003 года и последовавшей за ним войне в Ираке.

## История

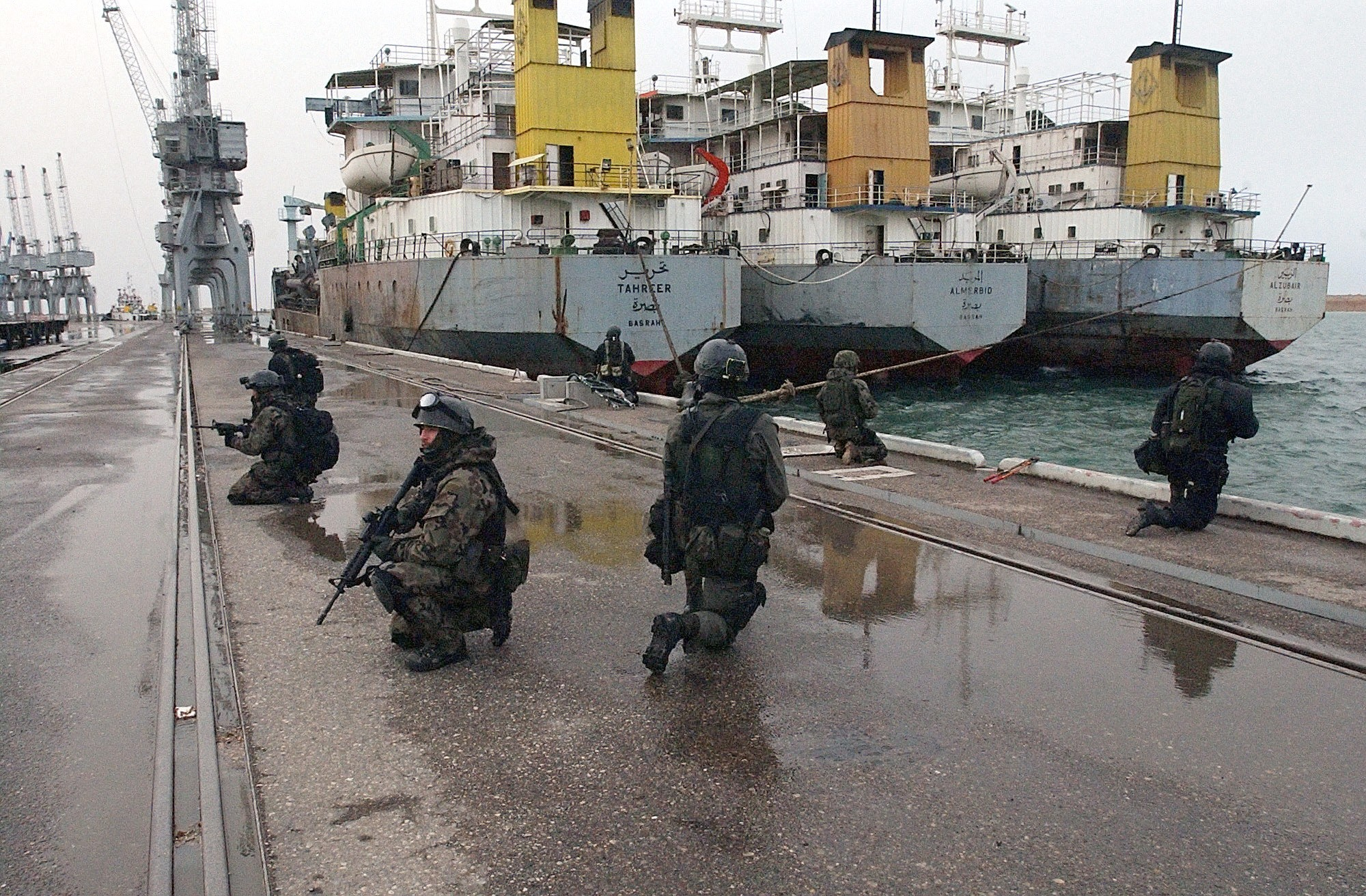
группа польских военнослужащих из отряда «GROM» обеспечивает охрану кораблей в порту Умм-Каср (28 марта 2003)

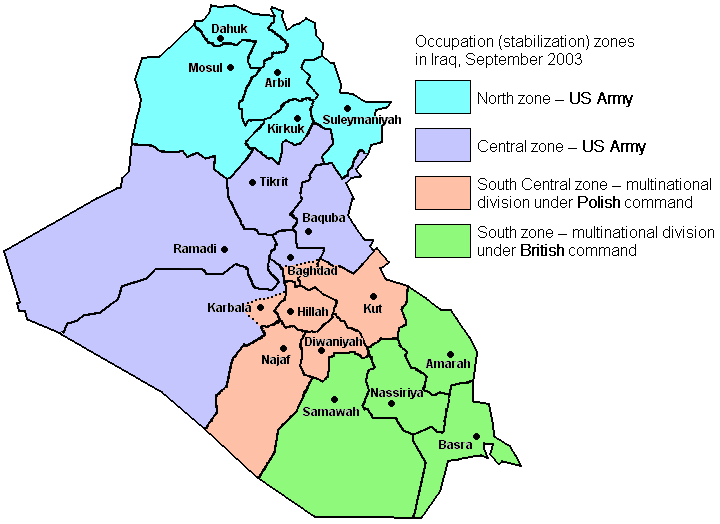
зоны оккупации Ирака, установленные в сентябре 2003 года

Первые военнослужащие из состава польских спецподразделений «Formoza» и «GROM» (PKW Kuwejt) прибыли в Кувейт до начала боевых действий против Ирака. После начала боевых действий в Персидский залив прибыло вспомогательное судно "Kontradmirał Xawery Czernicki" польского военно-морского флота.
После разгрома регулярных войск Ирака и оккупации территории страны, в сентябре 2003 года Ирак был разделен на четыре военные зоны, одна из которых («South Central zone») была передана под командование польского контингента и в городах зоны началось размещение польских гарнизонов. Общая численность польских войск в Ираке с весны 2003 до весны 2005 года составляла около 1700 военнослужащих, в дальнейшем была увеличена. США взяли на себя 60 % расходов на обеспечение деятельности польского военного контингента (компенсировались затраты на транспортировку польских войск в Ирак и их возвращение из Ирака в Польшу, расходы на расквартирование войск в Ираке, питание, горюче-смазочные материалы и другие статьи тылового обеспечения). Польские компании получили часть контрактов на участие в реконструкции Ирака (однако в дальнейшем, с 2004 года США стали сокращать объёмы финансирования польского контингента и количество контрактов для польских компаний).
В подчинение польского военного командования было передано литовское подразделение (45 военнослужащих, расквартированные в городе Эль-Хилла).
Военное командование США передало польскому контингенту в Ираке партию внедорожников HMMWV.
8 июня 2004 года в районе города Эс-Сувайра в результате взрыва в перевозившем взрывчатку транспортном средстве польского военного контингента погибли шесть военнослужащих коалиционных войск (три военнослужащих инженерного подразделения Словакии, два военнослужащих Польши и один военнослужащий Латвии).
В декабре 2004 года началась программа военной подготовки созданных под контролем оккупационных войск новых вооружённых сил Ирака (NATO Training Mission — Iraq), в которой приняла участие Польша.
Кроме того, Польша отправила в Ирак полицейских, которые занимались обучением полиции Ирака по программе «Civilian Police Assistance Training Team».
14 ноября 2004 года группа из десяти боевиков с автоматическим оружием атаковала посольство Польши в «зелёной зоне» Багдада, перестрелка с охраной посольства продолжалась около получаса. Нападавшие отступили и скрылись до того, как к месту событий прибыли военнослужащие США.
15 декабря 2004 года в районе города Кербела разбился польский вертолёт W-3WA Sokół (погибли три и были ранены ещё четыре военнослужащих Польши).
12 апреля 2005 года министр обороны Польши Ежи Шмайдзиньский заявил, что польские войска покинут Ирак до конца 2005 года, после истечения срока действия действовавшей в это время резолюции Совета Безопасности ООН (план вывода войск разрабатывали по указанию премьер-министра М. Белька). Вместе с тем, он сообщил, что в случае принятия новой резолюции СБ ООН или официальной просьбы правительства Ирака продлить польское военное присутствие в этой стране правительство Польши рассмотрит возможность «присутствия в Ираке небольшой обучающей группы».
В начале 2005 года Польша сократила свои войска в Ираке с 2,4 до 1,7 тыс. человек.
В начале 2005 года польскому контингенту в Ираке были отправлены первые бронемашины BRDM-2M-96ik «Szakal» (модернизированные БРДМ-2), также в войска поступала другая техника, оружие и военное снаряжение для эксплуатации в условиях жаркого тропического климата.
18 июля 2006 года при взлёте с авиабазы в городе Дивания разбился вертолёт W-3WA Sokół ВВС Польши, ранения и травмы получили четыре члена экипажа и три находившихся на борту журналиста.
8 октября 2007 года возле здания польского посольства в Багдаде был взорван заминированный автомобиль.
24 апреля 2008 года было обстреляно польское посольство в Багдаде (в результате попадания снаряда в крышу здания, где размещалось подразделение охраны посольства, был ранен сотрудник Бюро охраны правительства Себастьян Лотко).
В октябре 2008 года польские войска были выведены из Ирака (последние 100 военнослужащих покинули страну 28 октября 2008 года), однако на территории Ирака остались 20 военных инструкторов, обучавших военнослужащих иракской армии. 15 декабря 2011 года США объявили о победе и официальном завершении Иракской войны, однако боевые действия в стране продолжались.
В июне 2014 года боевики «Исламского государства» начали масштабное наступление на севере Ирака, после чего положение в стране осложнилось. 29 июня 2014 года на занятых ИГИЛ территориях Ирака был провозглашен халифат. 5 сентября 2014 года на саммите НАТО в Уэльсе глава государственного департамента США Джон Керри официально обратился к главам МИД и министрам обороны Австралии, Великобритании, Германии, Дании, Италии, Канады, Польши, Турции и Франции с призывом присоединиться к борьбе с ИГИЛ. 22-23 сентября 2014 года США стали наносить авиаудары по занятым ИГИЛ районам Ирака. 18 июня 2016 года президент Польши Анджей Дуда подписал распоряжение о отправке для участия в операции 210 военнослужащих (150 из которых должны были находиться на территории Кувейта, а 60 военнослужащих из состава спецподразделений — действовать на территории Ирака). Изначально запланированная продолжительность операции составляла менее семи месяцев (с 20 июня 2016 до 31 декабря 2016), но в дальнейшем она была продлена. С января 2017 года возобновила работу группа польских военных специалистов и инструкторов (они находятся на военной базе «Camp Taji» и обучают военнослужащих иракской армии техническому обслуживанию и ремонту танков Т-72, боевых машин пехоты БМП-1 и другой военной техники советского производства).
В 2020—2022 годы в Ираке находился польский контингент из 200 военнослужащих.

## Результаты
Потери Польши в войне в Ираке в 2003—2008 годы составили 23 человека погибшими (22 военнослужащих военного контингента и один сотрудник Бюро охраны правительства) и свыше 70 человек ранеными (не менее 70 раненых военнослужащих и по меньшей мере один сотрудник Бюро охраны правительства). В дальнейшем, потери продолжались.
В перечисленные выше потери не включены потери среди государственных гражданских служащих Польши.
- так, 3 октября 2007 года в районе Аль-Каррада в центре Багдада взрывом трёх минно-взрывных устройств на маршруте автоколонны из трёх бронированных польских джипов были уничтожены две автомашины польского посольства в Ираке, убит сотрудник Бюро охраны правительства[11] и тяжело ранен польский посол в Ираке Э. Петшик (который получил обширные ожоги, был доставлен в военный госпиталь США, а затем эвакуирован для продолжения лечения в ФРГ)[19].

В перечисленные выше потери не включены потери «контрактников» сил коалиции (сотрудники иностранных частных военных и охранных компаний, компаний по разминированию, операторы авиатехники, а также иной гражданский персонал, действующий в Ираке с разрешения и в интересах стран коалиции):
- по данным из открытых источников, в числе потерь «контрактников» международной коалиции в Ираке — по меньшей мере 2 убитых и 2 раненых контрактника из Польши[21]

В перечисленные выше потери не включены сведения о финансовых расходах на участие в войне, потерях в технике, вооружении и ином военном имуществе польского контингента в Ираке.
- по официальным данным министерства обороны Польши, объём прямых военных расходов на участие в войне с начала операции в 2003 году до конца 2008 года составил 871 млн. польских злотых, однако есть основания полагать, что эта цифра является заниженной - анализ опубликованных отчетов позволяет установить, что только за 2003-2007 гг. прямые расходы министерства обороны на участие в войне в Ираке составили 877,4 млн злотых (не считая суммы более чем 6 млн злотых из государственного бюджета Польши, израсходованных на реконструкцию Ирака). В эту сумму не включены расходы на ремонт техники и вооружения польского военного контингента в Ираке, которые были вывезены из Ирака во время эвакуации войск в конце 2008 года (но должны быть отремонтированы после возвращения войск в пункты постоянной дислокации в Польше)[2]. Не все выделенные средства были израсходованы по назначению, часть денег была похищена и присвоена (к концу 2008 года были признаны виновными и осуждены несколько офицеров польской армии, совершивших финансовые преступления, общая сумма похищенных денежных средств оценивалась в 500 тыс. долларов США)[2].

Участие в военной операции в Ираке выявило недочёты в материально-техническом обеспечении военнослужащих вооруженных сил Польши - в частности, нехватку приборов ночного видения.